# Королець мангровий
Королець мангровий (Peneothello pulverulenta) — вид горобцеподібних птахів родини тоутоваєвих (Petroicidae). Мешкає в Австралії, на Новій Гвінеї та на островах Ару.

## Таксономія
Мангровий королець був описаний французьким натуралістом Шарлєм Люсьєном Бонапартом 1850 року за екземпляром, знайденим в Новій Гвінеї. Він отримав біномінальну назву Myiolestes pulverulentus. Згодом австралійський орнітолог Грегорі Метьюс виділив мангрового корольця в окремий монотиповий рід Peneonanthe. За результатами молекулярно-філогенетичних досліджень 2011 року він був віднесений до роду Королець-чернець (Peneothello).
Виділяють чотири підвиди:
- P. p. pulverulenta (Bonaparte, 1850) — узбережжя Нової Гвінеї
- P. p. leucura (Gould, 1869) — острова Ару, північно-східне узбережжя Австралії
- P. p. cinereiceps (Hartert, 1905) — північне узбережжя Австралії та сусідні острови
- P. p. alligator (Mathews, 1912) — північно-західне узбережжя Австралії.

## Опис

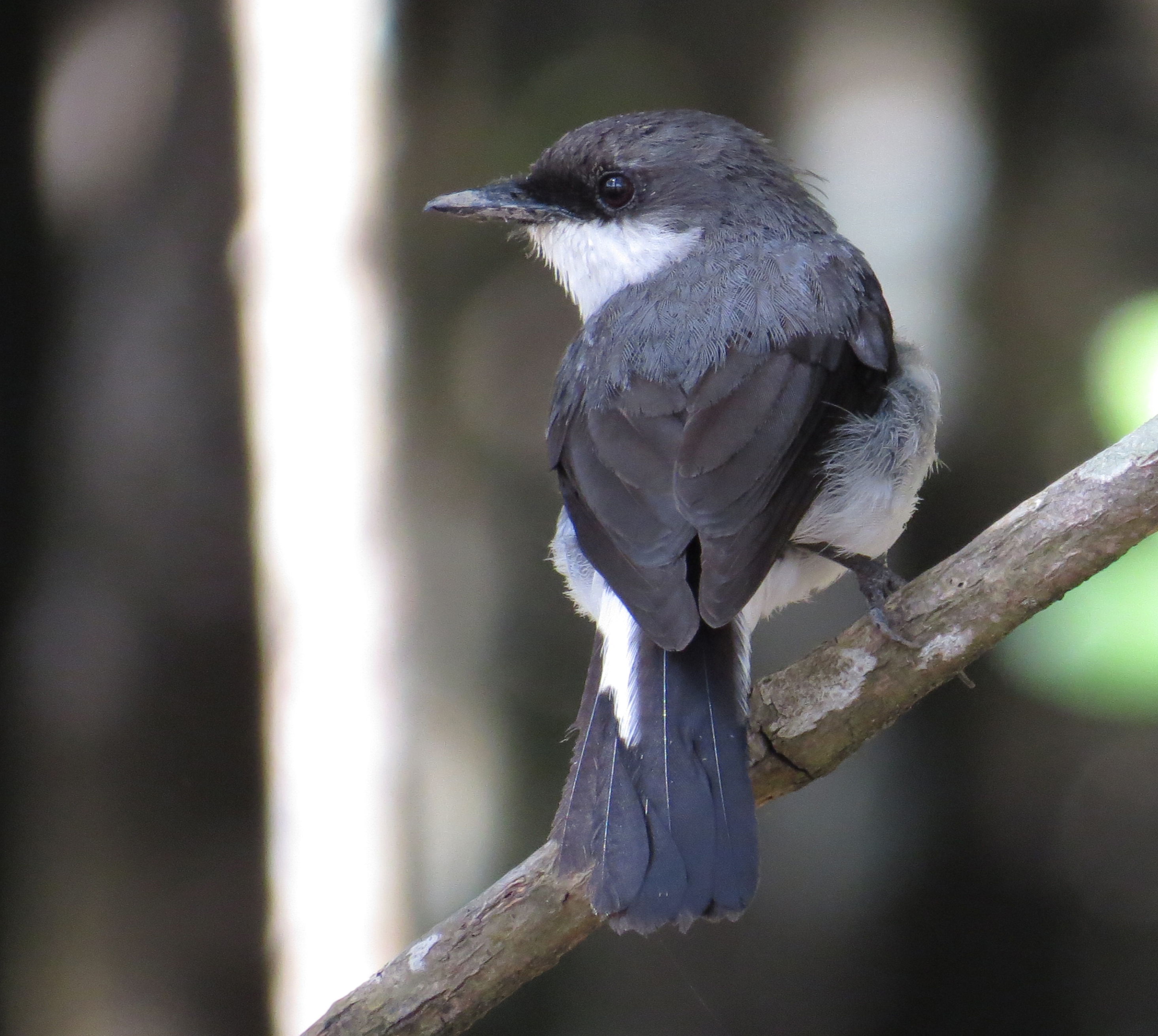
Мангровий королець

Середня вага самців мангрового корольця становить 21,3 г, самок — 17,3. Вони біло-сірого забарвлення. Їхні крила і хвіст округлої форми.

## Екологія
Мангрові корольці мешкають в тропічних і субтропічних мангрових лісах і рідко покидають цей вид біомів. Вони харчуються комахами, яких шукають у мулі під час відпливу. Також вулику частину їх раціону складають краби.

## Збереження
Це численний і поширений вид птахів, їх популяція стабільна. МСОП вважає цей вид таким, що не потребує особливих заходів зі збереження.